# Chiesa dei Santi Filippo e Giacomo Apostoli (Ostellato)
La chiesa dei Santi Filippo e Giacomo Apostoli è la parrocchiale patronale di Dogato, frazione del comune italiano di Ostellato in provincia di Ferrara. Appartiene al vicariato di Argenta - Portomaggiore nell'arcidiocesi di Ravenna-Cervia. Parte del luogo di culto che ci è pervenuto risale al XVIII secolo e la sua ricostruzione è del XX secolo.

## Storia
L'esistenza  del primo luogo di culto a Dogato con dedicazione a San Filippo e San Giacomo viene documentata già nel 1262 e nel testo che la cita si fa riferimento ad un contezioso tra il prete della chiesa e l'arciprete della vicina pieve di San Vito riguardante i diritti di decima. Durante la visita pastorale che vi fece l'arcivescovo metropolita di Ravenna Giulio Feltrio della Rovere nella seconda metà del XVI secolo godeva sicuramente della dignità di chiesa parrocchiale. Il vescovo sembra aver poi fatto edificare a Dogato una nuova chiesa. Nella sala era presente, nel 1619, un altare dedicato alla Madonna al quale faceva riferimento la pia confraternita che onorava il Santo nome di Dio. Questo primo edificio sacro non si affacciava sulla via principale, che vi passava a fianco, e nel 1786 venne decisa la costruzione di una nuova chiesa per sostituire la precedente parrocchiale, e la nuova facciata venne rivolta verso la strada. Verso la fine della seconda guerra mondiale venne gravemente danneggiato e fu necessaria la sua ricostruzione. Il 18 giugno 1953, tre anni dopo la fine dei lavori, venne celebrata la solenne consacrazione della chiesa dall'arcivescovo di Ravenna Egidio Negrin. La parrocchia, malgrado la sua appartenenza alla diocesi ravennate, è affidata all'arcidiocesi di Ferrara-Comacchio.

## Descrizione

### Esterni
La chiesa si trova  nella parte meridionale dell'abitato di Dogato, frazione di Ostellato in provincia di Ferrara. La facciata a capanna Neoclassica è semplice, con due grandi lesene angolari a reggere il grande frontone triangolare. Il portale di accesso è architravato ed è sormontato in asse da tre piccole finestre rettangolari affiancate che portano luce alla sala. La torre campanaria si alza sulla destra ed è la parte più antica della struttura, risalendo al XVIII secolo. Sotto la cella campanaria, che si apre con quattro finestre a monofora, si trova l'orologio.